# Estación de Saint-Ouen
La estación de Saint-Ouen es una estación ferroviaria francesa de línea C de RER, ubicada en el municipio de Saint-Ouen (departamento de Sena-Saint Denis).

## Servicios ferroviarios
Es una estación de la SNCF por la que pasan los trenes de la línea C del RER.